# لويس فرناندو كينتانا
لويس فرناندو كينتانا (بالإسبانية: Luis Fernando Quintana) (3 فبراير 1992 بمدينة مكسيكو في المكسيك - ) هو لاعب كرة قدم مكسيكي في مركز الدفاع. لعب مع نادي أونيفرسيداد ناسيونال.

## وصلات خارجية
- لويس فرناندو كينتانا على موقع قاعدة بيانات كرة القدم.إي يو (الإنجليزية)
- لويس فرناندو كينتانا على موقع Soccerway.com (الإنجليزية)
- لويس فرناندو كينتانا على موقع AS.com (الإسبانية)